# Give Me Convenience or Give Me Death
| Оценки критиков | Оценки критиков                                                |
| Источник        | Оценка                                                         |
| --------------- | -------------------------------------------------------------- |
| AbsolutePunk    | (87%)                                                          |
| AllMusic        | Give Me Convenience or Give Me Death (англ.) на сайте AllMusic |

Give Me Convenience or Give Me Death (стилизовано как Give me convenience OR give me death, с англ. — «Дайте мне Выгоду, или дайте мне Смерть!») — сборник от американской хардкор-панк группы Dead Kennedys. Выпущен в июне 1987 года лейблом фронтмена группы Джелло Биафра, Alternative Tentacles.

## Описание
Альбом состоит из песен (или, в некоторых случаях, разных версий песен), которые не были выпущены на студийных альбомах группы. Оригинальная виниловая версия имела треки 16 и 17 на дополнительном гибком диске. Альбом был удостоен такой золотой награды, как BPI и RIAA в декабре 2007 года. Название отсылает к известному ультиматуму Патрика Генри «Дайте мне Свободу, или Дайте мне Смерть!», изменённому дабы высмеять американский консьюмеризм. «Give Me Convenience or Give Me Death» был последним альбомом Dead Kennedys, который Биафра одобрил к выпуску, что также привело к тому, что он стал последним альбомом, выпущенным через Alternative Tentacles.
Альбом включает в себя противоречивую «Pull My Strings», которая была сыграна только один раз, 25 марта 1980 года, когда Dead Kennedys были приглашены выступить на Bay Area Music Awards перед знаменитостями музыкальной индустрии, чтобы придать этому событию «новую волну доверия». Весь день на шоу группа играла «California Über Alles». В типично подрывном, извращенном стиле группа стала темой для осуждения, когда примерно через 15 секунд после очередного исполнения песни Джелло Биафра сказал "Стоп! Мы ведь уже взрослые. Мы не панк-рок группа, мы нью-вейв группа! и начал играть Pull My Strings.
Во время исполнения песни «Pull My Strings» все члены группы надели белые рубашки с чёрным символом S впереди и чёрные галстуки, так, чтобы получился знак доллара, чтобы высмеять американскую индустрию поп-музыки. Эта песня также отсылается к известнейшему хиту The Knack, песне «My Sharona». Песня никогда не записывалась в студии, именно это живое исполнение и было включено в альбом.
Альбом включает песню «Night of the Living Rednecks», частично записанную в Портленде в 1979 году. Когда Ист-бэй Рэй сломал струну на гитаре, Джелло начал рассказывать историю о джазз-импровизации группы и о группе «тупых богатеньких детей». Предположительно, эта встреча произошла во время прошлой поездки группы в Орегон.
На обложке изображен мужчина из американской рекламы 50-х .

## Список композиций
| №   | Название                                 | Автор(ы)                            | Первое появление                               | Длительность |
| --- | ---------------------------------------- | ----------------------------------- | ---------------------------------------------- | ------------ |
| 1.  | «Police Truck»                           | East Bay Ray, Jello Biafra          | "Holiday in Cambodia"                          | 2:27         |
| 2.  | «Too Drunk to Fuck»                      | Biafra                              | "Too Drunk to Fuck"                            | 2:42         |
| 3.  | «California Über Alles» (single version) | Biafra, John Greenway               | "California Über Alles"                        | 3:28         |
| 4.  | «The Man with the Dogs»                  | Biafra                              | "California Über Alles"                        | 3:04         |
| 5.  | «Insight»                                | Biafra                              | "Kill the Poor"                                | 1:42         |
| 6.  | «Life Sentence»                          | Biafra                              | "Bleed for Me"                                 | 2:41         |
| 7.  | «A Child and His Lawnmower»              | Biafra                              | Not So Quiet on the Western Front              | 0:57         |
| 8.  | «Holiday in Cambodia» (single version)   | Greenway, Biafra,                   | "Holiday in Cambodia"                          | 3:46         |
| 9.  | «I Fought the Law»                       | Sonny Curtis, new lyrics: Biafra    | Play New Rose for Me – Rose 100                | 2:21         |
| 10. | «Saturday Night Holocaust»               | Biafra                              | "Halloween"                                    | 4:21         |
| 11. | «Pull My Strings» (live)                 | Biafra, Ted                         | March 25, 1980 – Bay Area Music Awards         | 5:47         |
| 12. | «Short Songs» (live)                     | 6025                                | Can You Hear Me? Music from the Deaf Club      | 0:29         |
| 13. | «Straight A's» (live)                    | Biafra, 6025                        | Can You Hear Me? Music from the Deaf Club      | 2:15         |
| 14. | «Kinky Sex Makes the World Go 'Round»    | D.H. Peligro, Ray, Biafra, Flouride | Wargasm                                        | 4:17         |
| 15. | «The Prey»                               | Ray, Biafra                         | "Too Drunk to Fuck"                            | 3:50         |
| 16. | «Night of the Living Rednecks» (live)    | Biafra, Flouride, Ted               | November 19, 1979 – Earth Tavern, Portland, OR | 5:14         |
| 17. | «Buzzbomb from Pasadena»                 | Ray, Biafra                         | N/A                                            | 2:22         |

## Создатели
| Dead Kennedys - Джелло Биафра — вокалист, продюсер, художник, составитель - Джон Пеперелл — гитарист, эхоплекс, продюсер, микшер - Джефри Лайалл — басист, бэк-вокалист - Тед — барабанщик (треки 1, 2, 3, 4, 5, 8, 11, 12, 13, 16), художник - Даррен Хенли — барабанщик, бэк-вокалист (композиции 6, 7, 9, 10, 14, 15, 17) - 6025 — ритм гиитарист (композиции 12, 13) | Продюсирование - Том Уилсон — продюсер - Geza X — продюсер, бэк-вокалист - Ноом- продюсер - Эллиот Мэйзер — продюсер - Джим Кейлор — инженер - Джон Куниберти — продюсер, инженер - Оливер Дукиччо — микшер, инженер - Pippin Youth — микшер - Dee Dee Graves — художник - Уинстон Смит — художник |

## Чарты
| Чарт (1987)    | Позиция |
| -------------- | ------- |
| UK Indie Chart | 1       |